# 대한민국 상법 제388조
대한민국 상법 제388조는 이사의 보수에 대한 상법 회사법의 조문이다.

## 조문
제388조 (이사의 보수) 이사의 보수는 정관에 그 액을 정하지 아니한 때에는 주주총회의 결의로 이를 정한다.

## 사례
- 퇴직하는 임원들에게 거액의 퇴직위로금을 지급토록 하는 황금 낙하산은 상법 제388조의 '이사의 보수는 정관 또는 주주총회에서 정한다'는 규정에 따라 정관만 바꾸면 도입이 가능해 현재도 허용되고 있다[1].

- 우리투자증권 상법 제 388조 및 당사정관 제39조의 규정에 의거 제44기 사업년도 중 이사에 대한 보수한도를 승인받고자 한다"며 제 6호 의안인 이사 보수한도 승인의 건을 의결안건으로 상정했다.[2]

## 판례
- 이사의 퇴직금은 상법 제388조에 규정된 보수에 포함되어 정관으로 정하거나 주주총회의 결의에 의하여 정할 수 있고 이러한 퇴직금 청구권은 이사가 퇴직할 때 유효하게 적용되는 정관의 퇴직금 규정에 의하거나 주주총회의 퇴직금 지급결의가 있을 때 비로소 발생하는 것인바, 피고 회사가 정관으로 퇴직하는 이사에 대한 퇴직금의 구체적 액수를 일정 범위의 퇴직 당시 급여액과 지급률, 근속년수를 기초로 산정하도록 정하였다가 그 정관을 변경하여 지급률을 감축한 경우라도, 퇴직하는 이사에 대한 퇴직금을 산출할 때에는 전체 근속 기간에 대하여 퇴직 당시 적법하게 변경된 정관의 퇴직금 규정에 따른 지급률을 적용하여야 하지 퇴직금에 관한 정관 규정 변경 전후의 기간을 나누어서 변경 전 근속 기간에 대하여 변경 전의 정관 규정에 따른 지급률을 적용할 것은 아니다.[3]

- 이사와 회사 사이의 고용계약에서 정한 보수는 상법 제388조에 따라 정관에서 정함이 없는 한 주주총회 결의가 있어야 회사에 대해 이를 청구할 수 있는 것인 바, 해직보상금은 형식상 보수에 해당하지 않는다 하더라도 보수와 함께 같은 고용계약의 내용에 포함돼 그 고용계약과 관련해 지급되는 것이므로, 상법 제388조를 유추적용해 정관에서 그 액을 정하지 않는 한 주주총회의 결의가 있어야만 회사에 대해서도 이를 청구할 수 있다.[4]

- 이사 또는 감사에 대한 퇴직위로금은 그직에서 퇴임한 자에 대하여 그 재직 중 직무집행의 대가로써 지급되는 보수의 일종으로 상법 제388조에 규정된 보수에 포함된다[5]

- 회사의 이사 또는 감사 등 임원이라고 하더라도 그 지위 또는 명칭이 형식적, 명목적인 것이고 실제로는 매일 출근하여 업무집행권을 갖는 대표이사나 사용자의 지휘, 감독 아래 일정한 근로를 제공하면서 그 대가로 보수를 받는 관계에 있다거나 또는 회사로부터 위임받는 사무를 처리하는 외에 대표이사 등의 지휘, 감독 아래 일정한 노무를 담당하고 그 대가로 일정한 보수를 지급받아 왔다면 그러한 임원은 근로기준법상의 근로자에 해당한다[6]

### 이사의 보수
- 이사와 회사 간에는 위임의 관계에 있으므로 이사가 애당초 보수청구권을 가지는 것은 아니므로 반드시 정관 또는 총회결의가 있어야 보수청구권이 발생한다[7] 정관에 보수액에 관하여 구체적으로 규정이 되었다면 별도의 총회결의를 요하지 않지만, 정관이나 총회결의에서 이사 전원에 대한 보수의 총액을 정하고 이사별로 이를 배분하는 결정은 이사회에 위임할 수도 있다[8]
- 정관 또는 주주총회의 결의에 의하여 전체 이사의 보수 총액을 정하였다면 이미 이사의 보수청구권이 발생한 것이므로 그 이후 별개의 주주총회의 결의에 의하여 개별적인 이사의 보수를 지급하지 않기로 결의하였다고 하더라도 그 결의의 효력이 없다[9]
- 이사회는 정관에서 정한 퇴직금액을 어느 정도 감액할 수 있을 뿐 퇴직금청구권을 아예 박탈하는 결의를 할 수는 없다[10]

## 같이 보기
- 황금낙하산
- 이사
- 이사회